# Episodi di MacGyver (terza stagione)
La terza stagione della serie televisiva MacGyver è stata trasmessa negli Stati Uniti sul canale ABC, dal 21 settembre 1987 al 9 maggio 1988. In Italia è stata trasmessa su Italia 1 a partire dal 26 febbraio 1991.
| nº | Titolo originale   | Titolo italiano                 | Prima TV USA      | Prima TV Italia  |
| -- | ------------------ | ------------------------------- | ----------------- | ---------------- |
| 1  | Lost Love, part 1  | L'amore perduto - Parte prima   | 21 settembre 1987 | 26 febbraio 1991 |
| 2  | Lost Love, part 2  | L'amore perduto - Parte seconda | 28 settembre 1987 | 27 febbraio 1991 |
| 3  | Back From the Dead | Due vite per un uomo            | 5 ottobre 1987    | 28 febbraio 1991 |
| 4  | Ghost Ship         | La nave fantasma                | 19 ottobre 1987   | 1º marzo 1991    |
| 5  | Fire and Ice       | Diamanti rosso sangue           | 26 ottobre 1987   | 2 marzo 1991     |
| 6  | GX-1               | Starkess il sensitivo           | 2 novembre 1987   | 4 marzo 1991     |
| 7  | Jack in the Box    | Un amico nei guai               | 9 novembre 1987   | 5 marzo 1991     |
| 8  | The Widowmaker     | Il fabbrica vedove              | 16 novembre 1987  | 6 marzo 1991     |
| 9  | Hell Week          | Settimana infernale             | 23 novembre 1987  | 7 marzo 1991     |
| 10 | Blow Out           | La rapina sventata              | 21 dicembre 1987  | 8 marzo 1991     |
| 11 | Kill Zone          | La morte caduta del cielo       | 4 gennaio 1988    | 9 marzo 1991     |
| 12 | Early Retirement   | La seconda giovinezza           | 18 gennaio 1988   | 11 marzo 1991    |
| 13 | Thin Ice           | Gioco duro                      | 1º febbraio 1988  | 12 marzo 1991    |
| 14 | The Odd Triple     | Uno strano terzetto             | 29 febbraio 1988  | 13 marzo 1991    |
| 15 | The Negotiator     | La mediatrice                   | 7 marzo 1988      | 14 marzo 1991    |
| 16 | The Spoilers       | Arriva terremoto                | 14 marzo 1988     | 15 marzo 1991    |
| 17 | Mask of the Wolf   | La maschera del lupo            | 28 marzo 1988     | 16 marzo 1991    |
| 18 | Rock the Cradle    | Una culla per caso              | 18 aprile 1988    | 18 marzo 1991    |
| 19 | The Endangered     | Un vecchio amore                | 2 maggio 1988     | 19 marzo 1991    |
| 20 | Murderer's Sky     | Un ragazzo per amico            | 9 maggio 1988     | 20 marzo 1991    |

## L'amore perduto - Parte prima
- Titolo originale: Lost Love, part 1
- Diretto da: Cliff Bole
- Scritto da: Jerry Ludwig

### Trama
La scultura del Drago di Giada, un pezzo di valore inestimabile, arriva dalla Cina per una mostra negli Stati Uniti. La Phoenix Foundation ha l'obiettivo di proteggere la scultura durante il suo soggiorno sul territorio americano, ma alcuni individui sospetti sembrano intenzionati a rubarla.
Nel frattempo, MacGyver è convinto di aver rivisto un vecchio amore, Lisa Kohler, che era stata data per morta in territorio nemico durante una vecchia missione.

## L'amore perduto - Parte seconda
- Titolo originale: Lost Love, part 2
- Diretto da: Cliff Bole
- Scritto da: Jerry Ludwig

### Trama
MacGyver è costretto a rubare il prezioso e raro Drago di Giada, un oggetto di grande valore culturale e storico, dopo che il generale Racoubian rapisce Lisa e Nicolai. L'operazione di furto del Drago di Giada è complessa e mette a rischio l'equilibrio diplomatico tra gli Stati Uniti d'America e la Cina.

## Due vite per un uomo
- Titolo originale: Back From the Dead
- Diretto da: James L.Conway
- Scritto da: Stephen Kronish

### Trama
Jimmy Kendall, un ex killer della mafia posto sotto copertura dalla Phoenix Foundation nell'episodio intitolato "Dieci anni dopo", viene malauguratamente fotografato da un giornalista sportivo. 
La mafia non perde tempo e invia alcuni killer per cercare di rintracciarlo. MacGyver e Peter Thornton si attivano per proteggerlo e gli danno una nuova identità

## La nave fantasma
- Titolo originale: Ghost Ship
- Diretto da: Michael Vejar
- Scritto da: Stephen Kandel

### Trama
Alaska. Durante un'operazione di mappatura di un territorio, MacGyver trova casualmente una nave abbandonata. Incuriosito dalla sua presenza, decide di ispezionarla e scopre a bordo la presenza di una misteriosa e selvaggia creatura che gli indigeni chiamano Bigfoot.

## Diamanti rosso sangue
- Titolo originale: Fire and Ice
- Diretto da: Alan Simmonds
- Scritto da: Rick Husky

### Trama
La sorella di un amico di infanzia di MacGyver, Nikki Carpenter, si unisce a lui per scoprire la verità dietro l’omicidio del fratello, ucciso durante un’indagine su un ladro di diamanti protetto da immunità diplomatica. Insieme, escogitano un piano per incastrare il colpevole e ottenere giustizia per la morte del fratello di Nikki.
Il piano prevede una messinscena per rubare i diamanti insieme al ladro e poi catturarlo in flagrante.

## Starkoss il sensitivo
- Titolo originale: GX-1
- Diretto da: Michael Vejar
- Scritto da: Calvin Clements, Jr.

### Trama
MacGyver e Nikki Carpenter si fingono una coppia sposata per ritrovare i resti di un aereo sperimentale segretissimo disperso nella Germania dell'Est. Anche i russi stanno cercando lo stesso aereo, ma con l'aiuto di un sensitivo di nome Starkoss. MacGyver, inizialmente scettico sulle capacità paranormali di questo personaggio russo, dovrà ricredersi e utilizzare le sue abilità ingegneristiche per collaborare con Starkoss e scoprire la verità sull'aereo disperso.

## Un amico nei guai
- Titolo originale: Jack in the Box
- Diretto da: James L. Conway
- Scritto da: David Rich

### Trama
MacGyver riceve una richiesta d'aiuto da parte del suo amico Jack Dalton, che si trova in arresto in un carcere dell'Arkansas. Decide quindi di recarsi nel piccolo paese di Smiley per aiutarlo.
Una volta arrivato, scopre che il paese è sotto il controllo di uno sceriffo senza scrupoli di nome Bodine. Jack gli spiega che l'obiettivo è quello di trovare 5 milioni di dollari, frutto di una rapina, nascosti in una vicina miniera di zinco.

## Il fabbrica vedove
- Titolo originale: The Widowmaker
- Diretto da: Michael Vejar
- Scritto da: Harv Zimmel

### Trama
MacGyver e la sua amica di vecchia data, Michelle "Mike" Forester, sono alle prese con la scalata del monte noto come "Il Fabbrica Vedove" quando un incidente fa precipitare Mike nel vuoto. MacGyver si sente colpevole per la morte di Mike e si rifugia in una baita isolata. La sua collega Nikki Carpenter decide di raggiungerlo, ma non sarà l'unica poiché Murdoc, creduto morto, riappare. 

## Settimana infernale
- Titolo originale: Hell Week
- Diretto da: James L. Conway
- Scritto da: Joseph Gunn, Leonard Mlodinow e Scott Rubinstein

### Trama
MacGyver viene chiamato dal suo vecchio professore, il Prof. Ryman, per presiedere la giuria di una competizione di fisica chiamata “La gara delle barricate”.
David, il figlio del professore, frustrato dal difficile rapporto con il padre e dalla sconfitta nella gara, si barrica in uno dei laboratori e costruisce un ordigno che sembra impossibile da disinnescare.

## La rapina sventata
- Titolo originale: Blow Out
- Diretto da: Cliff Bole
- Scritto da: W. Reed Moran

### Trama
Nikki Carpenter, appena assunta ufficialmente alla Phoenix Foundation, diventa una testimone scomoda di un attentato perpetrato da un gruppo che ora è alle sue calcagna.
Toccherà a MacGyver e Peter difenderla e fermare il gruppo terroristico prima che avvengano altri attentati.

## La morte caduta del cielo
- Titolo originale: Kill Zone
- Diretto da: Chuck Bowman
- Scritto da: Calvin Clements, Jr.

### Trama
MacGyver è incaricato di recuperare il contenuto di un esperimento con materiale biologico lanciato in orbita che si è trasformato in qualcosa di estremamente mortale. Il satellite che lo trasportava si è schiantato in una zona boschiva e, contrariamente alle aspettative, il suo contenuto sembra causare una rapida morte a qualunque essere vivente nelle vicinanze. 
Con l’aiuto di Peter Thornton, MacGyver scoprirà un esperimento segreto e micidiale ad opera della Dott.ssa Sandra Millhouse. La sua missione sarà quella di recuperare il contenuto del satellite e fermare l’esperimento prima che causi ulteriori danni.

## La seconda giovinezza
- Titolo originale: Early Retirement
- Diretto da: Cliff Bole
- Scritto da: John Whelpley

### Trama
Il Pentagono ha affidato alla Phoenix Foundation l'incarico di elaborare un piano ambizioso per lo smantellamento e l'eliminazione delle armi nucleari, con l'obiettivo di creare una pace mondiale duratura.
Purtroppo, durante una delle fasi dell'operazione, un tragico incidente causa la morte di tre membri della Phoenix Foundation e ne ferisce altri otto. Peter Thornton, colpevolizzandosi per quanto accaduto, decide di ritirarsi prematuramente dalla sua posizione, lasciando il posto a Matt Webber, il capo dell'Intelligence, ma non tutto è come sembra.

## Gioco duro
- Titolo originale: Thin Ice
- Diretto da: Cliff Bole
- Scritto da: Rick Drew

### Trama
A causa di un ricovero ospedaliero, l'allenatore dei Raiders, Turk Donner, nomina MacGyver come suo vice per portare la squadra al termine del campionato. Il giocatore di punta dei Raiders, Derek Kirby, è giovane e promettente, ma il suo gioco è violento e irrispettoso, influenzato dal padre e da un procuratore sportivo che mirano solo ad ottenere una squadra di maggior successo. 
MacGyver dovrà utilizzare il dialogo per trasmettere il vero spirito sportivo e aiutare Derek a superare le influenze negative.

## Uno strano terzetto
- Titolo originale: The Odd Triple
- Diretto da: James L. Conway
- Scritto da: Stephen Kandel

### Trama
MacGyver, appena tornato da un'operazione all'estero, accetta malvolentieri di accompagnare Jack Dalton in un volo che prevede di accompagnare Elena Iturbe, una ricca donna, e i suoi nuovi gioielli appena acquistati ad un'asta. 
Tuttavia, non appena atterrano in Francia, vengono arrestati per furto e, nonostante le loro suppliche, accusati di complicità.

## La mediatrice
- Titolo originale: The Negotiator
- Diretto da: Charles Correll
- Scritto da: Calvin Clements, Jr.

### Trama
MacGyver e la Phoenix Foundation vengono incaricati di valutare gli impatti ambientali della proposta di costruzione di un nuovo porto turistico da parte dell'azienda Knapp Development. MacGyver, come responsabile dello studio, solleva alcune preoccupazioni riguardo al progetto e mette in dubbio la sua fattibilità.
In risposta, il CEO dell'azienda, Stephen Knapp, cerca di trovare alternative e assume una mediatrice per convincere, intimidire o, se necessario, eliminare MacGyver per far passare il progetto.

## Arriva Terremoto
- Titolo originale: The Spoilers
- Diretto da: Michael Vejar
- Scritto da: Stephen Kandel

### Trama
MacGyver si trova a lavorare su un'indagine sull'inquinamento di un fiume quando incontra Daniel Royce 'Terremoto' Toberman, un montanaro che ha assistito allo scarico di rifiuti tossici in un fiume da parte di una autocisterna.
Toberman diventa una testimonianza chiave per MacGyver, ma la sua instabilità emotiva dovuta ai suoi flashback dell'esperienza in Vietnam metterà a dura prova l'indagine.

## La maschera del lupo
- Titolo originale: Mask of the Wolf
- Diretto da: Cliff Bole
- Scritto da: John J. Sakmar & Kerry Lenhart e Calvin Clements, Jr. & Reed Moran

### Trama
MacGyver accetta di aiutare Jack Dalton e il suo amico, un Inuit di nome Due Aquile, a ritrovare una maschera sacra tribale chiamata "La maschera di Illehkam", nota anche come "Maschera del Lupo". Tuttavia, si troveranno ad affrontare un problema supplementare: due criminali, Perry e Grant, sono alla ricerca della stessa maschera.

## Una culla per caso
- Titolo originale: Rock the Cradle
- Diretto da: Michael Vejar
- Scritto da: John Whelpley

### Trama
MacGyver e Jack Dalton si ritrovano inaspettatamente a dover fare i conti con la scoperta di un bambino abbandonato nell'hangar preso in affitto da Jack. Il bambino è accompagnato da un biglietto che indica Jack come padre e firmato da una certa Katie.
La situazione si complica ulteriormente quando scoprono che insieme al bambino ci sono anche molti soldi di provenienza illecita.

## Un vecchio amore
- Titolo originale: The Endangered
- Diretto da: Charles Correll
- Scritto da: Peter Filardi

### Trama
MacGyver, dopo essere scampato alla morte durante una missione sotto copertura, decide di prendersi una pausa e di raggiungere una sua vecchia amica e ex fidanzata, una guardia forestale che lavora in una riserva naturale.
Tuttavia, il loro tranquillo ritiro viene interrotto quando si trovano ad affrontare dei bracconieri senza scrupoli

## Un ragazzo per amico
- Titolo originale: Murderer's Sky
- Diretto da: Mike Vejar
- Scritto da: Herman Miller

### Trama
MacGyver e Peter Thornton vengono chiamati a investigare su un complotto per assassinare un ricco imprenditore marittimo cinese. L'unico erede del suo patrimonio è un giovane di nome Luke Chen, che vive in un monastero e il cui destino è legato a quello del defunto imprenditore. Luke si trova in grave pericolo e solo l'aiuto di MacGyver e Peter potrà salvarlo e scoprire la verità dietro il complotto.